# Herbelles
Herbelles foi uma comuna francesa na região administrativa de Altos da França, no departamento de Pas-de-Calais. Estendia-se por uma área de 4,55 km². Em 2010 a comuna tinha 491 habitantes (densidade: 107,9 hab./km²).
Em 1 de setembro de 2016, passou a formar parte da nova comuna de Bellinghem.